# Angelina Jolie
Angelina Jolie Pitt, narozená jako Angelina Jolie Voight, (* 4. června 1975 Los Angeles, Kalifornie) je americká filmová herečka a zvláštní vyslankyně Vysokého komisaře OSN pro uprchlíky. Jedná se o dceru amerického herce Jona Voighta (*1938) a jeho bývalé manželky Marcheline, rozené Bertrandové (1950–2007).
Dříve pracovala také jako modelka. Často bývala v médiích označována za jednu z nejkrásnějších žen světa a o jejím soukromém životě informují nejen bulvární média. Je držitelkou tří cen Zlatý glóbus a filmového Oscara.
Hereckou kariéru zahájila rolí v nízkorozpočtovém filmu Cyborg II: Skleněný stín (1993). První hlavní roli ztvárnila ve filmu Nebezpečná síť (1995). Hrála v životopisných filmech George Wallace (1997) a Gia (1998), které měly kladné ohlasy kritiky. Oscara získala za nejlepší ženský herecký výkon ve vedlejší roli v dramatu Narušení (1999). Mezinárodního věhlasu dosáhla díky roli Lary Croft, hrdinky série počítačových her Tomb Raider, ve filmu Lara Croft – Tomb Raider (2001). Od té doby je řazena mezi jednu z nejznámějších a nejlépe placených hvězd Hollywoodu. Největší komerční úspěch doposud zaznamenala s akční komedií Mr. & Mrs. Smith (2005) a animovanými filmy Kung Fu Panda (2008) a Kung Fu Panda 2 (2011).
Její manželství s herci Jonnym Lee Millerem a Billym Bobem Thorntonem skončila rozvodem. Od roku 2005 žije s hercem Bradem Pittem, od roku 2014 jsou manželé. Jejich vztah přitahuje pozornost médií na celém světě. Společně s Pittem mají dcery Shiloh a Vivienne a syna Knoxe a dále adoptovali děti Maddoxe, Zaharu a Paxe. Angažuje se v humanitárních projektech na celém světě, zejména týkajících se problematiky uprchlíků v rámci UNHCR.
Dne 14. června 2014 ji britská královna Alžběta II. povýšila do šlechtického stavu.

## Mládí a rodina
Narodila se v Los Angeles v Kalifornii. Je dcerou herců Jona Voighta a Marcheline Bertrand. Jejím bratrem je herec James Haven, strýcem zpěvák a textař Chip Taylor. Je kmotřenkou herců Maximiliana Schella a Jacqueline Bissetové. Po svém otci zdědila německou a slovenskou krev. Dědeček z otcovy strany -původním slovenským jménem Elemír Vojtka (1909–1973)  - byl profesionálním hráčem golfu. MatkaAngeliny byla francouzsko-kanadského, holandského a německého původu. Stejně jako její matka, se Angelina cítí být částečnou Irokézkou. Její jediný známý domorodý předek byla žena z kmene Huronů narozená v roce 1649.

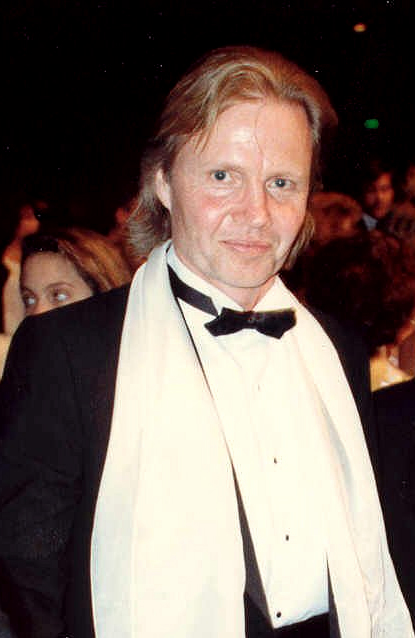
Jon Voight na předávání Cen Akademie (Oscarů) v roce 1988; Jolie je za jeho pravým ramenem

Po rozchodu rodičů v roce 1976 žila s bratrem u matky, která se vzdala svých hereckých ambicí ve prospěch výchovy dětí. Jako dítě, Jolie často sledovala filmy společně s matkou, což jak později přiznala, byl jeden z podnětů, které ji přivedly k herectví; nebyla ovlivněna otcem. Když jí bylo šest let, rodina se (spolu s nevlastním otcem, producentem Billem Dayem) přestěhovala do New Yorku; do Los Angeles se vrátili o pět let později. Angelina Jolie se rozhodla pro hereckou kariéru a nastoupila na Lee Strasberg Theatre Institute, kde strávila dva roky a vystupovala v různých divadelních představeních.
Ve 14 letech opustila hereckou školu a prohlásila, že se chce stát ředitelkou pohřebního ústavu. Začala pracovat jako modelka, vystupovala především na přehlídkách v Los Angeles, New Yorku a Londýně. V tomto období chodila v černém a spolu se svým tehdejším přítelem experimentovala s BDSM. Když vztah po dvou letech skončil, pronajala si byt nad garáží několik bloků od domu její matky. Dokončila střední školu a vrátila se ke studiu herectví. Později toto období komentovala: „V srdci stále jsem – a vždycky budu – mladá punkerka s tetováním.“
Během dospívání trpěla vážnými depresemi se sebevražednými sklony. Na Beverly Hills High School se mezi dětmi z bohatých rodin z okolí cítila osamělá a byla terčem posměšků kvůli velmi hubené postavě a nošení brýlí a rovnátek. Bylo pro ni obtížné navázat emocionální kontakt s okolními lidmi a tak se uchýlila k sebepoškozování. Později o tom řekla: „Sbírala jsem nože a vždycky jsem měla okolo sebe jisté věci. Rituál, při kterém jsem se řízla a cítila bolest, mi dával pocit života, přinášel jakési uvolnění, z nějakého důvodu to mělo na mě léčivý účinek.“ Také začala experimentovat s drogami; ve 20 letech měla již za sebou zkušenost s „téměř každou dostupnou drogou“ včetně heroinu.
Vztah s otcem měla vždy problematický. Kvůli Voightově nevěře, která byla důvodem rozpadu manželství jejích rodičů, se otci odcizila na mnoho let. Ke zlepšení vztahů došlo na přelomu tisíciletí, společně si zahráli ve filmu Lara Croft – Tomb Raider. Pak se však vzájemné vztahy opět zhoršily. V červenci 2002 požádala, v době, kdy již dlouho používala střední jméno Jolie, k ustavení vlastní identity jako herečky. Proto oficiálně požádala ze svého jména odstranit příjmení Voight, což bylo schváleno 12. září 2002. V srpnu tohoto roku Voight prohlásil pro časopis Access Hollywood, že jeho dcera má „vážné mentální problémy“. V reakci na to dcera prohlásila, že si nepřeje žádný další kontakt s otcem. Dodala, že z důvodu adopce syna Maddoxe si nemyslí, že by pro ni bylo zdravé pokračovat ve stycích s Voightem. Teprve po šesti letech, v důsledku smrti její milované matky na rakovinu 27. ledna 2007, došlo mezi Angelinou a jejím otcem k alespoň dočasnému usmíření.

## Kariéra

### Začátky: 1982; 1991–1997
Když jí bylo 7 let, získala malou roli ve filmu Lookin' to Get Out (1982). Ve filmu hrál její otec Jon Voight, který byl zároveň spoluautorem scénáře. V 16 letech se definitivně rozhodla pro hereckou kariéru. Zpočátku však měla problémy u kamerových zkoušek, často jí bylo vytýkáno, že je „příliš temná“. Zahrála si v pěti studentských filmech svého bratra, které natáčel během svého studia na USC School of Cinema-Television. Angelina rovněž účinkovala v různých hudebních klipech, například „Stand by My Woman“ od Lennyho Kravitze (1991), „Alta Marea“ od Antonella Vendittiho (1991), „It's About Time“ od The Lemonheads či „Rock and Roll Dreams Come Through“ od Meat Loafa (1993).
Profesionální filmovou kariéru zahájila v roce 1993, když získala svou první větší roli v nízkorozpočtovém sci-fi snímku Cyborg 2 – Skleněný stín. Její filmová postava, Casella „Cash“ Reeseová, je humanoidní robot, jehož účelem je (třeba i za pomoci sex-appealu) proniknout na ústředí nepřátelské korporace a tam explodovat. Angelina byla filmem tak zklamaná, že s přihlášením na další konkurz otálela skoro rok. Po vedlejší roli v nezávislém filmu Bez důkazů si v roce 1995 zahrála ve svém prvním hollywoodském filmu Nebezpečná síť roli hackerky Kate „Acid Burn“ Libbyové. The New York Times napsaly: „Kate (Angelina Jolie) vyniká. Snad proto, že se tváří ještě kyseleji, než její herečtí kolegové. Mezi nimi upoutá právě tato v praxi vzácná žena-hackerka, která sedí u počítače a zírá na obrazovku. Přes její zasmušilou pózu, což je všechno co její role vyžaduje, je znát sladce andělský vzhled, který zdědila po svém otci, Jonu Voightovi.“ Snímek sice nebyl komerčně úspěšný v kinech, ale po uvedení na videokazetách se stal kultovním filmem.
V roce 1996 si Angelina zahrála vedlejší roli v komedii Utajená svatba, volné moderní adaptaci Romea a Julie, umístěné do prostředí dvou znepřátelených italských rodin vlastnících restaurace v Bronxu. Ve filmu Měsíc nad pouští si zahrála mladou ženu, která se zamiluje do staršího muže (Danny Aiello), zatímco on projevuje city k její matce (Anne Archerová). Stále ještě v roce 1996 si Angelina zahrála ve filmu Foxfire Margret „Legs“ Sadovskou, jednu z pěti dospívajících dívek, které spojí neobvyklé pouto poté, co zbijí učitele, který je sexuálně obtěžoval. Los Angeles Times napsaly: „Je to dosti obehrané téma, ale Jolie, dcera Johna Voighta, se vymyká stereotypu. Ačkoli příběh je vyprávěn z pohledu Maddy, Legs je ústředním prvkem a katalyzátorem děje.“
V roce 1997 si zahrála po boku Davida Duchovnyho v thrilleru Ruce od krve, jehož děj se odehrává v losangeleském podsvětí. U kritiků film propadl; Roger Ebert poznamenal: „Angelina Jolie [...] dává jisté teplo do role, kde by měla být tvrdá a agresivní; zdá se být příliš měkká na to, aby byla Blossomovou přítelkyní, a možná skutečně je.“ Následně Angelina hrála v TV filmu Pravé ženy, historickém romantickém dramatu z Divokého Západu podle knihy Janice Woods Windleové. Také účinkovala jako striptérka v hudebním videu k písni „Anybody Seen My Baby?“ od Rolling Stones.

### Průlom: 1998–2000
Její kariéra začala strmě stoupat poté, co získala Zlatý glóbus za roli v TV filmu George Wallace z roku 1997. Hrála zde Cornelii Wallaceovou, druhou manželku alabamského guvernéra George Wallace, kterého ztvárnil Gary Sinise. Film měl velmi dobrá hodnocení kritiků a vyhrál kromě jiných cen i Zlatý glóbus pro nejlepší film (minisérie či TV film). Za svou roli byla roli rovněž nominována na cenu Emmy.
V roce 1998 hrála v životopisném filmu z produkce HBO Gia. Ztvárnila zde supermodelku Giu Carangi. Film dokumentoval kariéru slavné modelky a především její pád zaviněný závislostí na heroinu a následnou smrt na AIDS uprostřed 80. let 20. století. Vanessa Vance z Reel.com uvedla: „Angelina Jolie získala široké uznání pro svůj výkon v roli Gii a je snadné pochopit proč. Jolie je ve své roli divoká, nespoutaná – naplňuje plátno drzostí, šarmem a zoufalstvím – a její postava je velmi pravděpodobně nejkrásnější lidskou troskou filmové historie.“ Podruhé za sebou Angelina vyhrála Zlatý glóbus a byla nominována na cenu Emmy. Také poprvé získala cenu Screen Actors Guild Award.
V souladu s konceptem metodického herectví Lee Strasberga během většiny svých raných filmů obvykle zůstávala v roli i mezi natáčecími scénami, výsledkem čehož bylo, že získala reputaci herečky, s níž se obtížně pracuje. Při natáčení Gii řekla svému tehdejšímu manželovi Jonnymu Lee Millerovi, že mu nebude schopná zavolat: „Řeknu mu: ‚Jsem sama. Umírám. Jsem lesba. Neuvidím tě týdny.‘ (‚I'd tell him: 'I'm alone; I'm dying; I'm gay; I'm not going to see you for weeks.‘)“ Po skončení natáčení Gii oznámila, že končí s herectvím, protože „cítí, že už nemá filmu co dát“. Rozešla se s Millerem a přestěhovala se do New Yorku, kde se zapsala na Newyorskou univerzitu ke studiu filmové režie a na kurzy scenáristiky; později toto období popsala jako „dobré k tomu, aby se dala dohromady“. Po zisku Zlatého glóbu za roli ve filmu George Wallace a příznivých kritikách pro film Gia se rozhodla pokračovat v kariéře herečky.
K filmu se vrátila v roce 1998 gangsterkou Zločin a trest v NYC. V témže roce si zahrála ve filmu Podoby lásky po boku hvězd jako Sean Connery, Gillian Anderson, Ryan Phillippe, a Jon Stewart. Film získal většinou pozitivní kritiky a ona sama zvlášť byla vychvalována. San Francisco Chronicle napsal: „Jolie, jejíž role byla ve scénáři přepisována, září jako zoufalá žena vymetající noční kluby, která zjišťuje, co vše je ochotná riskovat.“. Angelina získala za svou roli cenu v kategorii objev roku od organizace National Board of Review of Motion Pictures.
V roce 1999 hrála v komediálním dramatu Bláznivá Runway spolu s Johnem Cusackem, Billy Bobem Thorntonem a Jonem Stewartem. Film měl smíšené ohlasy a kritizována byla i ona sama, za roli Thorntonovy svůdné manželky. The Washington Post napsal: „Mary (Angelina Jolie) je absurdní výtvor scenáristy, svobodomyslná žena, která pláče nad usychajícími ibišky, nosí tyrkysové prsteny a pláče, když Russell (Thornton) tráví celé noci mimo domov. Následně si Angelina zahrála po boku Denzela Washingtona v thrilleru Sběratel kostí, natočeném podle stejnojmenného detektivního románu Jefferyho Deavera. Jolie hrála psychicky nevyrovnanou policistku pomáhající ochrnutému kriminalistovi (Washington) dopadnout sériového vraha. Film vydělal celosvětově 151 miliónů dolarů, ale u kritiků propadl. Detroit Free Press konstatoval: „Jolie je sice jako vždy krásná na pohled, pro danou roli se ale prostě a očividně nehodí.“
| Jolie se vynořila jako jedna z divokých duší současného filmu, neřízená střela, která však nějakým způsobem se smrtící přesností zasáhne cíl. |
| Roger Ebert k hereckému výkonu Angeliny ve filmu Narušení (1999)                                                                              |

Angelina dále přijala roli sociopatické dívky Lisy Roweové léčící se v psychiatrické léčebně v dramatu Narušení, adaptaci autobiografické knihy Susanny Kaysenové. Hlavní roli ztvárnila Winona Ryderová, která doufala, že film pro ni bude velkým comebackem. Místo toho film znamenal zásadní zlom v kariéře Angeliny a definitivně ji povznesl mezi největší hollywoodské hvězdy. Za svou roli získala třetí Zlatý glóbus, druhou cenu Screen Actors Guild Award a především Cenu Akademie (Oscara) za nejlepší ženský herecký výkon ve vedlejší roli. Časopis Variety poznamenal: „Jolie exceluje jako ohnivá, nezodpovědná dívka, jejíž vliv na léčbu Susan se ukáže daleko přínosnější než metody doktorů.“
V roce 2000 hrála ve svém prvním letním trháku 60 sekund. Ztvárnila zde Sarah „Sway“ Waylendovou, bývalou přítelkyni zloděje aut Nicolase Cage. Role to byla malá a The Washington Post prohlásil: „Všechno co v tomto filmu dělá, je postávání, chladné pohledy a předvádění masitých polštářků, které tak provokativně vroubí její ústa.“
Později Angelina objasnila, že role v tomto filmu pro ni byla vítanou úlevou po emocionálně náročné roli Lisy Roweové ve filmu Narušení. Film se stal jejím do té doby komerčně nejúspěšnějším filmem, když celosvětové tržby čítaly 237 miliónů dolarů.

### Mezinárodní úspěch: 2001–2011

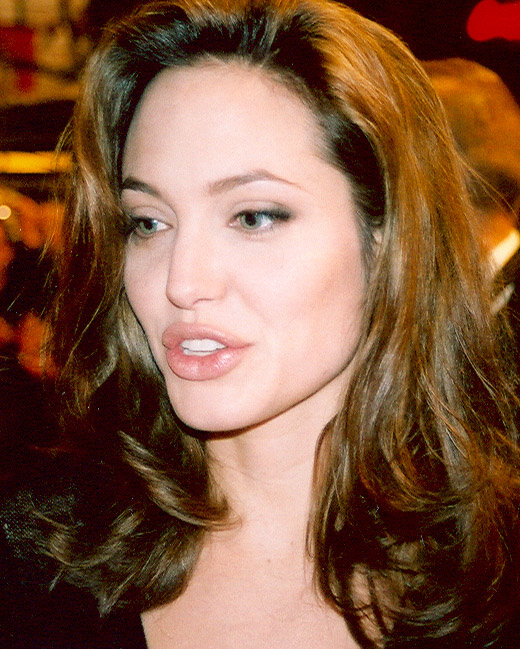
Angelina Jolie na premiéře filmu Alexander Veliký v Kolíně nad Rýnem v roce 2004

Přestože její herecké schopnosti byly vysoce oceňovány kritikou, její filmy zatím nepoutaly zájem široké veřejnosti. Teprve film Lara Croft – Tomb Raider z Angeliny udělal mezinárodní hvězdu první velikosti. Pro roli archeoložky Lary Croft v adaptaci populární herní série Tomb Raider si Angelina musela osvojit anglický přízvuk a podstoupila náročný výcvik bojových umění. Její výkon ve filmu byl chválen, ale film samotný byl terčem kritiky. Časopis Slant napsal: „Angelina Jolie se pro roli Lary Croft narodila, ale (režisér) Simon West udělal z jejího dobrodružství primitivní arkádu.“ Film byl ovšem komerčně velmi úspěšný, celosvětově vydělal 275 miliónů dolarů, a Angelinu nasměroval na dráhu hvězdy akčních filmů.
Ve filmu Sedmý hřích si zahrála „nevěstu na inzerát“, skrývající temná tajemství. Jejího partnera, bohatého kubánského obchodníka, hrál Antonio Banderas. Film natočený podle románu Cornella Woolriche u kritiků zcela propadl. V dalším filmu Život nebo něco takového ztvárnila Angelina roli ambiciózní televizní reportérky, které je předpovězeno, že jí zbývá jen týden života. Film měl většinou negativní kritiky, i když výkon Angeliny byl chválen. Paul Clinton na CNN prohlásil: „(Angelina) Jolie je v její roli vynikající. Přes pár zádrhelů v ději uprostřed filmu je tato držitelka Ceny Akademie zcela přesvědčivá na její cestě k sebepoznání a pochopení pravého smyslu života.“

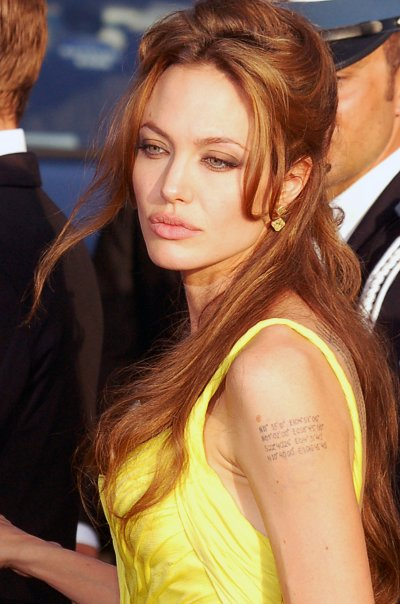
Angelina Jolie na Filmovém festivalu v Cannes v roce 2007

Roli archeoložky Lary Croft si zopakovala ve filmu Lara Croft – Tomb Raider: Kolébka života (2003). Tímto filmem se definitivně zařadila mezi nejlépe placené hollywoodské herečky. Pokračování nebylo tak úspěšné jako původní film, celosvětově však vydělalo solidních 156 miliónů dolarů. Angelina také účinkovala v hudebním videu „Did My Time“ skupiny Korn, které bylo použito k propagaci filmu. Poté si Angelina zahrála ve filmu Hranice zlomu. Role mladé ženy z vyšších kruhů, která se vydá pracovat pro charitativní organizace v postižených oblastech Afriky a Asie, jakoby odrážela její skutečný život, kde se ona sama angažuje ve prospěch humanitárních organizací. Film měl ovšem vlažnou odezvu u kritiků a ani komerčně nebyl úspěšný.
V roce 2004 si zahrála po boku Ethana Hawka ve filmu Zloděj životů. Ztvárnila zde agentku FBI na stopě sériového vraha, který přebírá identitu svých obětí. Ohlasy u kritiků byly smíšené, The Hollywood Reporter napsal: „Angelina Jolie hraje roli, která působí dojmem, že jste to už někdy někde viděli, dělá to ale s nezaměnitelnou směsí šarmu a krásy.“ Angelina propůjčila hlas rybce Lole ve filmu Příběh žraloka, následně si zahrála menší roli v komiksové adaptaci Svět zítřka. Stále ještě v roce 2004 si zahrála Olympias, matku hlavního hrdiny filmu Alexander Veliký. V amerických kinech film propadl, když vydělal jen 34 miliónů dolarů. Režisér Oliver Stone to přičítal Alexanderově bisexualitě, která je ve filmu vyobrazena. Celosvětově však byl film úspěšný, mimo Spojené státy vydělal 133 miliónů dolarů.
V roce 2005 si zahrála ženský protějšek Brada Pitta ve filmu Mr. & Mrs. Smith. Film vypráví příběh manželů, jejichž svazek nemá daleko k rozpadu, situace se však rapidně změní, když o sobě zjistí, že jsou zabijáci pracující pro konkurenční agentury. Film měl smíšené kritiky, byl chválen především za výborně fungující chemii mezi oběma hlavními hrdiny. Star Tribune uvedl: „Zatímco příběh působí chaoticky, film se nese na vlně šarmu, pulsující energie a výbušné chemie mezi oběma hvězdami.“ Celosvětově film vydělal 478 miliónů dolarů, čímž se stal sedmým nejúspěšnějším filmem roku 2005 ve Spojených státech.

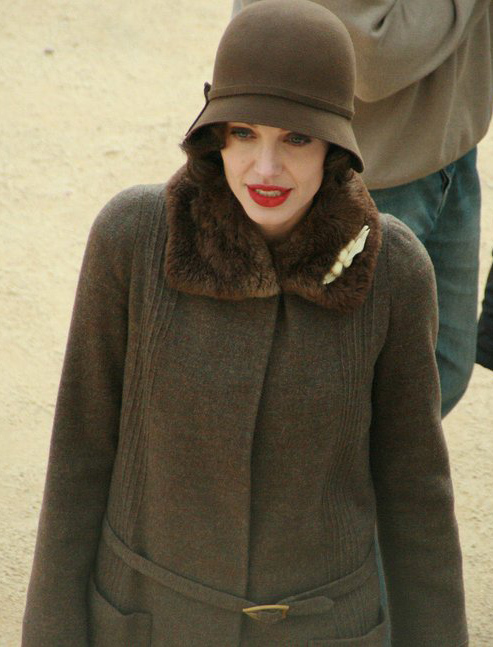
Angelina Jolie jako Christine Collinsová na natáčení filmu Výměna v roce 2007

V roce 2006 si zahrála ve filmu Roberta de Nira Kauza CIA. Film popisuje raná léta CIA očima Edwarda Wilsona, ctižádostivého důstojníka, kterého hraje Matt Damon. Angelina se ujala vedlejší role Margaret „Clover“ Russellové, Wilsonovy zanedbávané ženy. Podle Chicago Tribune, „Jolie v průběhu filmu přesvědčivě stárne a je bezstarostně lhostejná k tomu, jak její křehký charakter vnímají diváci.“
Roli režisérky si poprvé vyzkoušela v roce 2007 s dokumentárním filmem A Place in Time, který zachycuje běžný každodenní život na 27 různých místech světa během jednoho týdne. Šlo o vzdělávací film určený především k promítání na amerických středních školách. Poté si Angelina zahrála roli Mariane Pearlové v dokumentárním dramatu Síla srdce. Film, natočený podle stejnojmenných pamětí skutečné Mariane Pearlové, dokumentuje únos a vraždu jejího manžela, novináře Daniela Pearla, pákistánskými teroristy v roce 2002. The Hollywood Reporter popsal herecký výkon Angeliny slovy: „Role jí sedí, působí dojemně, má respekt a dobře zvládá i obtížné dialogy.“ Angelina byla za svoji roli nominována na cenu Zlatý glóbus a na cenu Screen Actors Guild Award. V roce 2007 také dorazil do kin film Beowulf, vytvářený z velké části technikou motion capture, kde Angelina ztvárnila roli Grendelovy matky.
V roce 2008 si zahrála po boku Jamese McAvoye a Morgana Freemana v akčním filmu Wanted. Film měl příznivé kritiky a i po komerční stránce byl velmi úspěšný, když celosvětově vydělal 342 miliónů dolarů. Angelina dále propůjčila hlas Mistryni Tygřici v animovaném filmu pro děti Kung Fu Panda. S celosvětovým výdělkem 632 miliónů dolarů se film stal třetím nejúspěšnějším filmem roku 2008. Stále v roce 2008 si Angelina zahrála hlavní roli v dramatu Clinta Eastwooda Výměna. Ve filmu, částečně založeném na skutečných únosech a vraždách v okolí Los Angeles v roce 1928, Angelina hrála Christine Collinsovou, matku, která se v roce 1928 po pěti měsících znovu setkává se svým uneseným synem – jen aby zjistila, že chlapec, o kterém policie tvrdí, že je její syn, je podvodník. Chicago Tribune napsal: „Jolie opravdu září během klidu před bouří, ve scénách [...] kde ji jedna povýšená autorita za druhou odmítá a ponižuje, ovšem na vlastní nebezpečí.“ Angelina byla za svou roli nominována na Cenu Akademie (Oskara), na cenu Zlatý glóbus, na cenu Screen Actors Guild Award a na Cenu BAFTA.

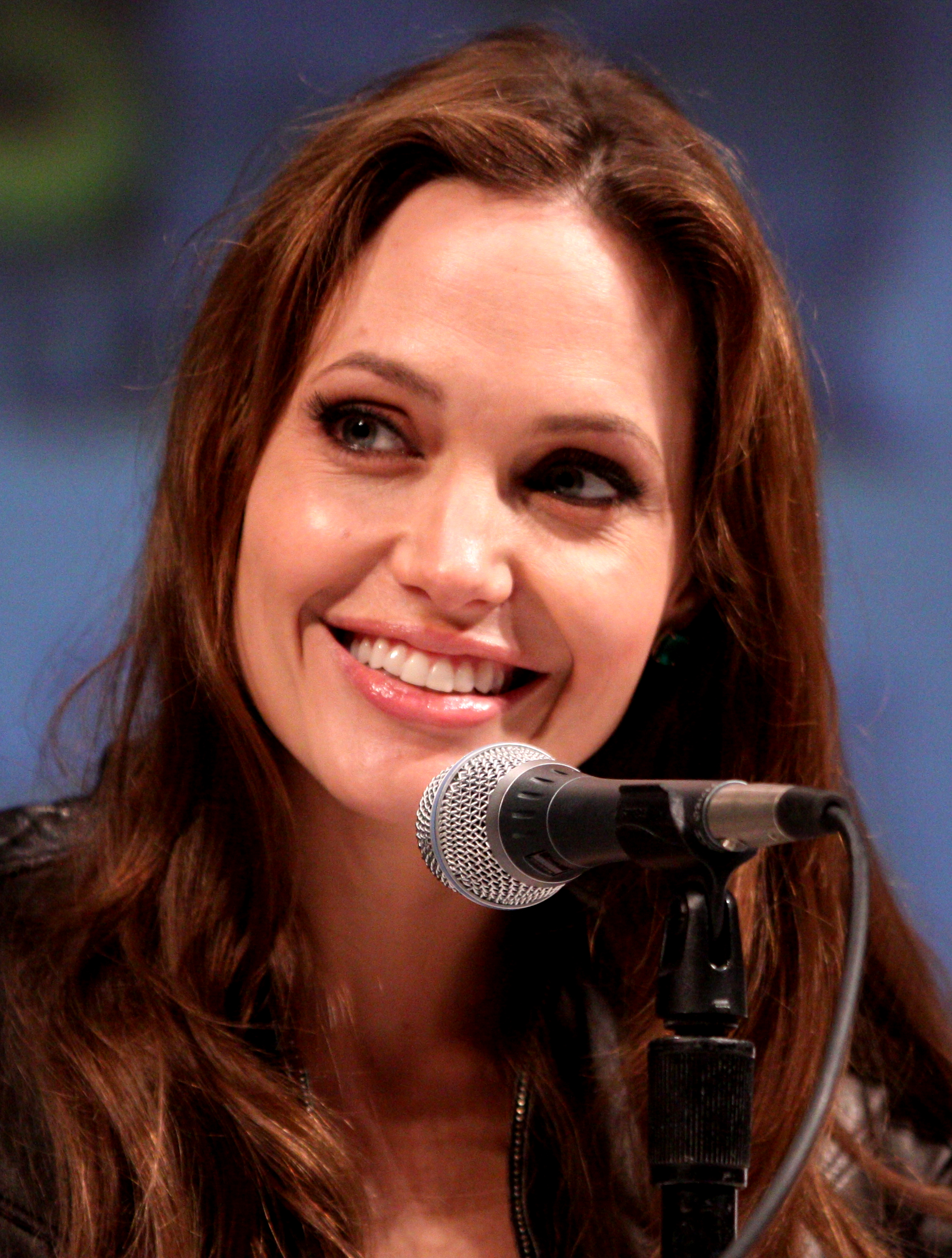
Angelina Jolie propaguje film Salt na Comic-Conu v San Diegu v roce 2010

Další film přišel až po více než roční pauze, v roce 2010 ztvárnila ve filmu Salt agentku CIA Evelyn Saltovou, která se musí dát na útěk poté, co ji spáč KGB obviní z toho, že je dvojitou agentkou také pracující pro Rusy. Role byla původně psána jako mužská, ovšem ke změně došlo poté, co vedení studia Columbia Pictures doporučilo režisérovi Phillipovi Noycemu pro roli Angelinu. Film zaznamenal mezinárodní úspěch s celosvětovým výdělkem 294 miliónů dolarů. Kritiky byly smíšené až pozitivní, výkon Angeliny byl spíše chválen; časopis Empire poznamenal: „Když jde o to, prodat neuvěřitelné, šílené, dechberoucí kašpařiny, Jolie nemá v akčním byznyse konkurenci.“ Angelina si dále zahrála vedle Johnnyho Deppa ve filmu Cizinec. Film u kritiků zcela propadl, například Peter Travers napsal: „Depp a Jolie spadli na samé dno, působí dojmem dobře oblečených zombií. Po slabém začátku v amerických kinech však film nakonec celosvětově vydělal slušných 278 miliónů dolarů. Angelina obdržela kontroverzní nominaci na Zlatý glóbus, o které se spekulovalo, že jejím jediným důvodem bylo zajistit přítomnost mediálně atraktivní osobnosti na předávacím ceremoniálu.

### 2011–současnost
V roce 2011 znovu namluvila Mistryni Tygřici v animovaném filmu pro děti Kung Fu Panda 2. Film se stal s celosvětovým výdělkem 666 miliónů dolarů čtvrtým nejúspěšnějším filmem roku 2011 a je doposud komerčně nejúspěšnějším filmem, na jehož vytváření se Angelina podílela.
Následně vyměnila herectví za režii a natočila film V zemi krve a medu. Film popisuje milostný příběh mezi srbským vojákem a bosenskou válečnou zajatkyní během války v Bosně v letech 1992–1995. Angelina, která Bosnu navštívila dvakrát ve funkci Vyslankyně dobré vůle UNHCR, objasnila, že filmem chtěla znovu přitáhnout pozornost k těm, kdo se stále ještě vypořádávají s následky této nedávné války. Film, ke kterému Angelina také napsala scénář a částečně jej produkovala, na Balkáně sklidil chválu i kritiku; odezvy z Bosny byly „v naprosté většině pozitivní“,, zatímco Srbové film odsoudili kvůli údajnému protisrbskému zaměření. Angelině bylo za znovuoživení mezinárodního povědomí o válce v Bosně uděleno čestné občanství Sarajeva. Film získal cenu Stanley Kramer Award od producentské organizace Producers Guild of America, která je určena filmům zaměřeným na provokativní sociální témata. Film získal rovněž nominaci na Zlatý glóbus v kategorii nejlepší cizojazyčný film.
Po třech a půl letech pauzy získala v roce 2014 hlavní roli ve filmu Maleficent, inspirovaném postavou z filmů Walta Disneye. Za svůj první víkend film vydělal přes 100 milionů dolarů. Již po druhé se ujala role režisérky filmu, tentokrát filmu Nezlomný.
Na rok 2015 byla naplánovaná premiéra filmu U moře, ve kterém hraje se svým tehdejším manželem Bradem Pittem.

## Osobní život

### Vztahy
První vážnou známost navázala ve svých čtrnácti letech. Vztah vydržel dva roky. Její matka jim povolila scházet se u ní doma, o čemž později Angelina Jolie prohlásila: „Buď jsme se mohli s přítelem toulat někde po ulicích, nebo jsme mohli být v mé ložnici s matkou ve vedlejším pokoji. Matka zvolila druhou možnost a díky tomu jsem stále vstávala každé ráno do školy a můj první vztah se rozvíjel bezpečným způsobem.“ Tehdejší vztah přirovnala jeho emoční intenzitou k manželství a dodala, že rozchod ji přiměl k rozhodnutí plně se věnovat herecké kariéře.
Při natáčení filmu Nebezpečná síť v roce 1995 prožila románek s britským hercem Jonnym Lee Millerem. Byl to její první milenec od rozpadu výše zmíněného vztahu. Po skončení natáčení na několik měsíců přerušili kontakt, později se však dali znovu dohromady a již 28. března 1996 následovala svatba. Angelina se na ni dostavila v černých kožených kalhotách a bílé košili, na níž měla napsáno ženichovo jméno svojí vlastní krví. Angelina a Jonny se rozešli již v září 1997, ale manželství bylo oficiálně rozvedeno až 3. února 1999. I po rozchodu zůstali přáteli. Angelina později objasnila: „Bylo to o načasování. Myslím, že (Jonny) je nejlepší manžel, jakého si dívka může přát. Vždycky ho budu milovat, ale byli jsme prostě příliš mladí.“

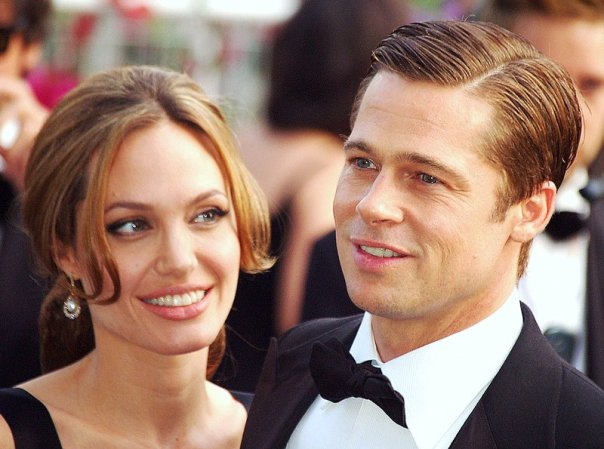
Angelina Jolie a její partner Brad Pitt na filmovém festivalu v Cannes v roce 2007

Angelina prožila krátký lesbický románek s herečkou a modelkou Jenny Shimizu během natáčení filmu Foxfire v roce 1996. Později řekla: „Pravděpodobně bych se vdala za Jenny, kdybych již nebyla vdaná za mého manžela. Byla to láska na první pohled.“ Shimizu v roce 2005 prohlásila, že jejich vztah trval roky a pokračoval, i když Angelina měla romantické vztahy s jinými lidmi. V roce 2003, na otázku, jestli je bisexuální, odpověděla: „Samozřejmě. Pokud se zítra zamiluji do ženy, bude v pořádku, když ji budu líbat a dotýkat se jí? Když ji budu milovat? Určitě! Ano!“
Po dvouměsíčních námluvách se provdala 5. května 2000 v Las Vegas za herce Billyho Boba Thorntona. Potkali se na natáčení filmu Bláznivá Runway v roce 1999, ale vztah se mezi nimi nerozvinul, jelikož Thornton byl v té době ještě ženatý s herečkou Laurou Dernovou. Jako důsledek toho, že si s Billym Bobem otevřeně a vášnivě projevovali vzájemnou náklonnost (známo je, že každý z nich nosil na krku ampulku s krví toho druhého), se jejich manželství stalo oblíbeným námětem bulvárního tisku. V březnu 2002 Angelina a Billy Bob oznámili adopci syna původem z Kambodže, o tři měsíce později však následoval náhlý rozchod. Oficiálně rozvedeni byli 27. května 2003. Když se Angeliny později ptali na náhlý rozpad manželství, řekla: „Bylo to překvapení. Z ničeho nic, doslova přes noc, jsme se úplně změnili. Najednou jsme neměli nic společného. Zní to děsivě, ale… Myslím že se to může stát, vrhnete-li se do vztahu a ještě se dost dobře neznáte.“
Na počátku roku 2005 se zapletla do hollywoodského skandálu, když byla obviněna ze zavinění rozpadu manželství herců Brada Pitta a Jennifer Anistonové. Angelina a Brad byli obviněni z románku při natáčení filmu Mr. & Mrs. Smith. Angelina to několikrát při různých příležitostech popřela, ale později připustila, že se do sebe s Bradem během natáčení zamilovali. Přitom v roce 2005 prohlásila: „Vztah s ženatým mužem, když můj vlastní otec podvedl mou matku, je něco, co nemohu odpustit. Nemohla bych se na sebe ráno podívat do zrcadla. Nepřitahoval by mě muž, který podvádí svou ženu.“ Angelina a Brad nekomentovali veřejně svůj vztah až do ledna 2006, kdy Angelina potvrdila časopisu People, že s Bradem čeká dítě. V dubnu 2012 Angelina a Brad po sedmi letech vztahu oficiálně oznámili zasnoubení. Svatba se uskutečnila ale až po dalších dvou letech, dne 23. srpna 2014 na francouzském zámku Miraval, v úzkém kruhu rodiny a přátel. Pár, známý též pod přezdívkou Brangelina, se těšil velkému zájmu médií z celého světa. Dne 19. září 2016 podala Angelina Jolie žádost o rozvod a svěření dětí do výlučné péče, rozvod byl formálně dokončen na jaře 2019.

### Děti
Dne 10. března 2002 adoptovala své první dítě, sedmiměsíčního chlapce Maddoxe Chivana ze sirotčince v Phnompenhu v Kambodži. Narodil se 5. srpna 2001 v místní vesnici, kde dostal jméno Rath Vibol. Angelina usilovala o adopci poté, co dvakrát navštívila Kambodžu, poprvé při natáčení filmu Lara Croft – Tomb Raider a podruhé na misi UNHCR. Adopční proces byl na čas přerušen v prosinci 2001, když americká vláda zakázala adopce z Kambodži pod vlivem zpráv o obchodování s dětmi. Po dokončení adopce se Angelina i se synem uchýlila do Namibie, kde natáčela film Hranice zlomu. Přestože Angelina s manželem Billym Bobem Thorntonem oznámili adopci společně, ve skutečnosti adoptovala Maddoxe pouze ona sama.
Druhé dítě, holčičku jménem Zahara Marley, adoptovala ze sirotčince v Addis Abebě v Etiopii 6. července 2005. Zahara se narodila 8. ledna 2005 v Awase. V době adopce panovala mylná domněnka, že Zahara je sirotek po rodičích zemřelých na AIDS, a nebylo jasné, zda sama není AIDS pozitivní. Pozdější testy však byly negativní. Krátce po příletu do USA byla Zahara hospitalizována kvůli dehydrataci a podvýživě. V roce 2007 proběhla médii zpráva, že biologická matka chce Zaharu zpět, ta to však popřela s tím, že „Zahara má velké štěstí, že byla adoptována někým jako Angelina“.

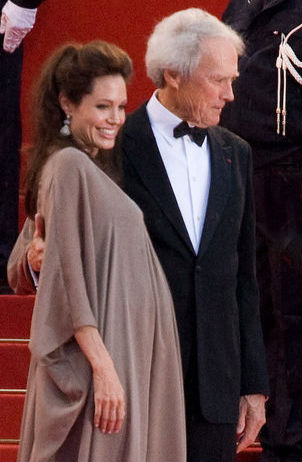
Těhotná Angelina na snímku s hercem a režisérem Clintem Eastwoodem v Cannes na premiéře filmu Výměna v roce 2008

V době, kdy cestovala do Etiopie pro malou Zaharu, ji již doprovázel Brad Pitt. Později naznačila, že adopce z Etiopie byla jejich společným rozhodnutím. V prosinci 2005 Bradův tiskový mluvčí oznámil, že Brad hodlá adoptovat Maddoxe i Zaharu. V souvislosti s tím Angelina požádala úřady o změnu příjmení dětí na Jolie-Pitt, což bylo schváleno 19. ledna 2006. Brad oficiálně adoptoval obě děti krátce poté.
Ve snaze uniknout mediálnímu šílenství se společně s Bradem před porodem jejich prvního biologického potomka uchýlili do Namibie. Dne 27. května 2006 se jí ve Swakopmundu narodila dcerka Shiloh Nouvel. Brad potvrdil, že jejich dcera bude mít namibijský pas. Pár se rozhodl prodat první snímky Shiloh Nouvel vybraným časopisům, raději než aby z cenných snímků profitovali paparazzi. Časopis People zaplatil 4 milióny dolarů za práva pro Severní Ameriku, zatímco časopis Hello! zaplatil 3,5 miliónu dolarů za práva pro Britské ostrovy. Všechny peníze, které Angelina a Brad za prodej fotografií získali, věnovali nadacím zachraňujícím africké děti.
Dne 15. března 2007 adoptovala druhého chlapce, tříletého Paxe Thiena, ze sirotčince v Ho Či Minově Městě ve Vietnamu. Narodil se jako Pham Quang Sang 29. listopadu 2003 v Ho Či Minově Městě. Krátce po narození byl opuštěn. Angelina adoptovala Paxe sama, jelikož vietnamské zákony nepovolují společnou adopci nesezdaným párům. Práva na první fotografie Paxe po adopci byly opět prodány časopisům People za 2 milióny dolarů a Hello! za nezveřejněnou cenu. V dubnu Angelina požádala o oficiální změnu příjmení Paxe Thiena z Jolie na Jolie-Pitt, což bylo schváleno 31. května 2007. Brad oficiálně adoptoval Paxe 21. února 2008.
Na filmovém festivalu v Cannes v květnu 2008 oficiálně potvrdila, že s Bradem čeká dvojčata. Po dva týdny, kdy čekala na porod v nemocnici v Nice, reportéři tábořili venku na promenádě. Angelina 12. července 2008 porodila syna Knoxe Léona a dcerku Vivienne Marcheline. První fotografie dětí byly prodány časopisům People and Hello! celkem za 14 miliónů dolarů. Zisk byl věnován společně založené nadaci Jolie-Pitt Foundation.
Dne 19. září 2016 Angelina požádala o svěření dětí do své výlučné péče.

## Zdravotní stav
V polovině května 2013 oznámila, že si v únoru téhož roku nechala v rámci prevence rakoviny odstranit obě prsa. Rozhodla se tak po sdělení lékařů, že má 87% riziko vzniku rakoviny prsu kvůli mutaci genu BRCA1. Rakovinou prsu i vaječníků trpěla její matka, která zemřela v 56 letech. Rakovina vaječníků byla rovněž příčinou úmrtí její babičky z matčiny strany, která zemřela ve 45 letech. Jolie si proto nechala operativně odstranit i vaječníky; riziko vzniku rakoviny u ní lékaři v tomto případě odhadovali na 50 procent.
Několik dní po tomto oznámení, 26. května 2013, zemřela teta Angeliny Jolie Debbie Martinová, mladší sestra hereččiny matky. Bylo jí 61 let, příčinou úmrtí byla opět rakovina prsu.

## Humanitární činnost

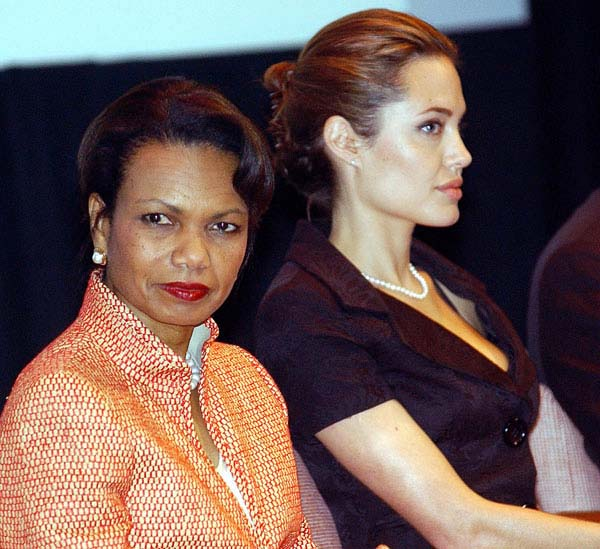
Ministryně zahraničí USA Condoleezza Riceová s Angelinou na Světovém dni uprchlíků v roce 2005

| Nemůžeme se uzavřít před světem a ignorovat fakt, že venku jsou milióny lidí, kteří trpí. Opravdu chci pomoci. Nemyslím si, že se nějak liším od ostatních lidí. Myslím, že všichni chceme rovnost a spravedlnost, šanci na smysluplný život. Všichni bychom rádi věřili, že se najde někdo, kdo nám v tísni pomůže." |
| Angelina Jolie v roce 2001 k důvodům, proč začala spolupracovat s UNHCR |

Ona sama tvrdí, že si poprvé osobně uvědomila rozsah světové humanitární krize během natáčení filmu Lara Croft – Tomb Raider v roce 2001 v Kambodži. Kontaktovala Úřad Vysokého komisaře OSN pro uprchlíky (UNHCR) s žádostí o informace o problémových oblastech. Aby co nejlépe poznala podmínky na postižených územích, začala navštěvovat uprchlické tábory po celém světě. V únoru 2001 se vydala na svou první misi, 18denní cestu do Sierry Leone a Tanzanie; po návratu vyjádřila zděšení nad tím, co viděla. Během následujících měsíců se na 14 dní vrátila do Kambodže a navštívila afghánské uprchlíky v Pákistánu. Hradila si sama veškeré výdaje a sdílela stejné polní podmínky jako další pracovníci UNHCR. 27. srpna 2001 byla Angelina na ústředí UNHCR v Ženevě oficiálně jmenována Vyslankyní dobré vůle při UNHCR.
Od té doby absolvovala četné humanitární mise po celém světě. Setkala se s uprchlíky a vysídlenci ve více než 30 zemích světa. Na otázku, čeho hodlá dosáhnout, odpověděla: „Vědomí o situaci těchto lidí. Myslím, že by se jim mělo dostat uznání za to, čím prošli, místo toho, aby byli přehlíženi.“ Jejím cílem je navštěvovat místa, kterým říká „zapomenuté krize“, oblasti, od kterých se odvrátila pozornost médií. Je o ní známo, že se nebojí navštěvovat nebezpečné oblasti: v roce 2004 navštívila súdánský Dárfúr, kde v té době zuřila válka a hladomor; v roce 2007 navštívila Čad v době tamní občanské války; v letech 2007 až 2009 opakovaně navštívila Irák; taktéž opakovaně mezi lety 2008 až 2011 navštívila Afghánistán; navštívila i Libyi během tamní občanské války v roce 2011.
Po více než deseti letech ve funkci Vyslankyně dobré vůle byla 17. dubna 2012 jmenována Speciální vyslankyní Vysokého komisaře UNHCR pro uprchlíky. Jako Speciální vyslankyně reprezentuje UNHCR a Vysokého komisaře (António Guterres) na diplomatické úrovni a pracuje na projektech dlouhodobého řešení pro velké humanitární krize, jako v Afghánistánu či Somálsku. „Je to výjimečná pozice odrážející vynikající práci, kterou pro nás odvádí,“ řekl mluvčí UNHCR.
V souvislosti se svou prací pro UNHCR využívá svoji popularitu v médiích, aby upozornila na humanitární krize ve světě. Její rané mise jsou zdokumentovány v knize Notes from My Travels, která byla publikována současně s premiérou jejího filmu Hranice zlomu v roce 2003. V roce 2005 MTV uvedla film The Diary of Angelina Jolie & Dr. Jeffrey Sachs in Africa, který dokumentoval cestu Angeliny a známého ekonoma Jeffreyho Sachse do odloučených vesnic v západní Keni. Angelina také pravidelně propaguje Světový den uprchlíků a další události.
Během času stále více propagovala humanitární krize i na politické úrovni. Pravidelně navštěvuje akce u příležitosti Světového dne uprchlíků ve Washingtonu, D.C. Byla pozvána jako řečník na Světové ekonomické forum v Davosu v letech 2005 a 2006. Také lobbuje v zájmu humanitárních organizací v americkém Kongresu, kde například mezi roky 2003 a 2006 nejméně 20x hovořila se senátory i kongresmany a zasadila se za schválení několika dotací na pomoc uprchlíkům a ohroženým dětem ve Třetím světě a Spojených státech. V roce 2006 řekla: „Přestože bych dala přednost tomu Washington nikdy nenavštívit, je to jediná cesta, jak něco prosadit.“ V roce 2007 se stala členkou americké neziskové Rady pro zahraniční záležitosti (Council on Foreign Relations).
Stála u vzniku několika charitativních organizací. V roce 2003 založila nadaci Maddox Jolie-Pitt Foundation (do roku 2007 pod jménem Maddox Jolie Project), která podporuje rozvoj komunit a ochranu životního prostředí v kambodžské provincii Bát Dambang. V roce 2006 spolu s organizací Global Health Committee založila v hlavním městě Kambodži Phnom Penhu zařízení Maddox Chivan Children's Center, které poskytuje péči HIV nakaženým dětem. Stejný rok Angelina spolu s životním partnerem Bradem Pittem založila nadaci Jolie-Pitt Foundation poskytující humanitární podporu po celém světě. V roce 2007 Angelina spolu s ekonomem Gene Sperlingem založila organizaci Education Partnership for Children of Conflict, která dotuje vzdělávací programy pro děti zasažené přírodními nebo člověkem způsobenými katastrofami. V roce 2008 spolupracovala se společností Microsoft na ustavení organizace Kids in Need of Defense, sdružení advokátních firem, firemních právnických oddělení, nevládních organizací a dobrovolníků, kteří poskytují zdarma právnické služby osamělým dětem–imigrantům ve Spojených státech. V roce 2010 založila projekt Jolie Legal Fellows Programme, v rámci kterého právníci podporují vládní snahy o ochranu dětí na Haiti.
Za svoji humanitární činnost si vysloužila široké uznání. V roce 2002 obdržela cenu Humanitarian Award od organizace Church World Service. V roce 2003 se stala první laureátkou ceny Citizen of the World Award udělované organizací United Nations Correspondents Association. V roce 2005 obdržela cenu Global Humanitarian Award od organizace United Nations Association of the United States of America.
Dne 31. července 2005 jí král Norodom Sihamoni udělil kambodžské občanství za humanitární činnost ve prospěch jeho země. V roce 2007 obdržela spolu s úřadujícím Vysokým komisařem OSN pro uprchlíky António Guterresem prestižní Cenu Svobody (Freedom Award) od organizace International Rescue Committee (mezi laureáty této ceny patří mimo jiné i Václav Havel). V roce 2011 obdržela od Vysokého komisaře UNHCR Antónia Guterrese zlatou jehlici určenou nejdéle sloužícím pracovníkům UNHCR, jako uznání za deset let práce ve funkci Vyslankyně dobré vůle.
Za své zásluhy byla roku 2014 královnou Alžbětou II. povýšena do šlechtického stavu.

## Filmografie
| Rok  | Český název                              | Role                             | Poznámky |
| ---- | ---------------------------------------- | -------------------------------- | --- |
| 1982 | Lookin' to Get Out                       | Tosh                             | jako Angelina Jolie Voight |
| 1993 | Cyborg 2: Skleněný stín                  | Casella „Cash“ Reeseová          | film šel rovnou na VHS |
| 1995 | Bez důkazů                               | Jodie Swearingen                 | |
| 1995 | Nebezpečná síť                           | Kate „Acid Burn“ Libbyová        | |
| 1996 | Utajená svatba                           | Gina Malacici                    | |
| 1996 | Měsíc nad pouští                         | Eleanor „Elie“ Rigbyová          | |
| 1996 | Foxfire                                  | Margret „Legs“ Sadovsky          | |
| 1997 | Pravé ženy                               | Georgia Virginia Lawshe Woodsová | TV film |
| 1997 | George Wallace                           | Cornelia Wallaceová              | TV film Cena Zlatý glóbus pro nejlepší herečku ve vedlejší roli (seriál, minisérie či TV film) Nominace na cenu Emmy pro nejlepší herečku ve vedlejší roli (minisérie či film) |
| 1997 | Ruce od krve                             | Claire                           | |
| 1998 | Gia                                      | Gia Carangi                      | TV film Cena Zlatý glóbus pro nejlepší herečku (minisérie či TV film) Cena Satellite Award pro nejlepší herečku (minisérie či TV film) Cena Screen Actors Guild Award pro nejlepší herečku (minisérie či TV film) Nominace na cenu Emmy pro nejlepší herečku (minisérie či film) |
| 1998 | Zločin a trest v NYC                     | Gloria McNeary                   | |
| 1998 | Podoby lásky                             | Joan                             | Cena organizace National Board of Review of Motion Pictures za průlomový výkon |
| 1999 | Bláznivá Runway                          | Mary Bellová                     | |
| 1999 | Sběratel kostí                           | Amelia Donaghyová                | |
| 1999 | Narušení                                 | Lisa Roweová                     | Cena Akademie (Oscar) pro nejlepší herečku ve vedlejší roli Cena Broadcast Film Critics Association Award pro nejlepší herečku ve vedlejší roli Cena Zlatý glóbus pro nejlepší herečku ve vedlejší roli (drama) Cena Screen Actors Guild Award pro nejlepší herečku ve vedlejší roli Nominace na cenu Chicago Film Critics Association Award pro nejlepší herečku ve vedlejší roli |
| 2000 | 60 sekund                                | Sara „Sway“ Waylandová           | |
| 2001 | Lara Croft – Tomb Raider                 | Lara Croft                       | Nominace na cenu MTV Movie Award pro nejlepší herečku Nominace na cenu Saturn Award pro nejlepší herečku |
| 2001 | Sedmý hřích                              | Julia Russellová/Bonny Castleová | |
| 2002 | Život nebo něco takového                 | Lanie Kerriganová                | |
| 2003 | Lara Croft – Tomb Raider: Kolébka života | Lara Croft                       | |
| 2003 | Hranice zlomu                            | Sarah Jordanová                  | |
| 2004 | Zloděj životů                            | Illeana Scottová                 | |
| 2004 | Příběh žraloka                           | Lola                             | Hlas |
| 2004 | Svět zítřka                              | Francesca „Franky“ Cooková       | Cena People's Choice Award pro nejoblíbenější akční herečku Nominace na cenu Saturn Award pro nejlepší herečku ve vedlejší roli |
| 2004 | Alexander Veliký                         | Olympias                         | |
| 2005 | Mr. & Mrs. Smith                         | Jane Smithová                    | Nominace na cenu People's Choice Award pro nejoblíbenější akční herečku Nominace na cenu People's Choice Award pro nejoblíbenější filmovou herečku |
| 2006 | Kauza CIA                                | Margaret „Clover“ Russellová     | |
| 2007 | Síla srdce                               | Mariane Pearlová                 | Cena Santa Barbara International Film Festival Award za nejlepší herecký výkon roku Nominace na cenu Broadcast Film Critics Association Award pro nejlepší herečku Nominace na cenu Chicago Film Critics Association Award pro nejlepší herečku Nominace na cenu Zlatý glóbus pro nejlepší herečku (drama) Nominace na cenu Independent Spirit Award pro nejlepší herečku Nominace na cenu London Film Critics Circle Award pro herečku roku Nominace na cenu NAACP Image Award pro nejlepší filmovou herečku Nominace na cenu Satellite Award pro nejlepší herečku (drama) Nominace na cenu Screen Actors Guild Award pro nejlepší herečku |
| 2007 | Beowulf                                  | Grendelova matka                 | |
| 2008 | Kung Fu Panda                            | Mistryně Tygřice                 | Hlas |
| 2008 | Wanted                                   | Fox                              | Cena People's Choice Award pro nejoblíbenější akční herečku Nominace na cenu MTV Movie Award pro nejlepší herečku Nominace na cenu People's Choice Award pro nejoblíbenější filmovou herečku |
| 2008 | Výměna                                   | Christine Collinsová             | Cena Satellite Award pro nejlepší herečku (drama) Cena Saturn Award pro nejlepší herečku Nominace na Cenu Akademie (Oscar) pro nejlepší herečku Nominace na Cenu BAFTA po nejlepší herečku Nominace na cenu Broadcast Film Critics Association Award pro nejlepší herečku Nominace na cenu Chicago Film Critics Association Award pro nejlepší herečku Nominace na cenu Zlatý glóbus pro nejlepší herečku (drama) Nominace na cenu London Film Critics Circle Award pro herečku roku Nominace na cenu Screen Actors Guild Award pro nejlepší herečku                                                                                        |
| 2010 | Salt                                     | Evelyn Salt                      | Nominace na cenu People's Choice Award pro nejoblíbenější akční herečku Nominace na cenu People's Choice Award pro nejoblíbenější filmovou herečku Nominace na cenu Saturn Award pro nejlepší herečku |
| 2010 | Cizinec                                  | Elise Clifton-Wardová            | Nominace na cenu Zlatý glóbus pro nejlepší herečku (komedie či muzikál) |
| 2011 | Kung Fu Panda 2                          | Mistryně Tygřice                 | Hlas |
| 2014 | Zloba – Královna černé magie             | Maleficent                       | Nominace na cenu People's Choice Award pro nejlepší herečku v akčním filmu a pro nejlepší herečku Nominace na cenu Teen Choice Award pro nejlepší herečku v akčním filmu |
| 2015 | U moře                                   | Vanessa                          | |
| 2016 | Kung Fu Panda 3                          | Mistryně Tygřice                 | hlas |
| 2019 | Zloba: Královna všeho zlého              | Královna Zloba                   | také producentka |
| 2020 | Ivan je jen jeden                        | Stella (hlas)                    | také producentka |
| 2020 | Na cestách                               | Rose                             | také producentka |
| 2021 | Eternals                                 | Thena                            | |
| 2021 | Kdo mi jde po krku                       | Hannah Faber                     | |

| Rok  | Název                       | Poznámky |
| ---- | --------------------------- | --- |
| 2007 | A Place in Time             | Dokumentární film |
| 2011 | V zemi krve a medu          | Také autorkou scénáře a producentkou Cena NAACP Image Award pro nejlepší cizojazyčný film Cena Producers Guild of America Stanley Kramer Award Nominace na cenu Zlatý glóbus pro nejlepší cizojazyčný film Nominace na cenu NAACP Image Award za nejlepší režii |
| 2014 | Nezlomný                    | Válečné drama |
| 2017 | First They Killed My Father | také scenáristka a producentka |

## Vybraná ocenění
| Rok  | Cena                             | Kategorie                                                        | Film                                    | Výsledek  |
| ---- | -------------------------------- | ---------------------------------------------------------------- | --------------------------------------- | --------- |
| 1998 | Cena Emmy                        | nejlepší herečka ve vedlejší roli (minisérie či film)            | George Wallace                          | nominace  |
| 1998 | Zlatý glóbus                     | nejlepší herečka ve vedlejší roli (seriál, minisérie či TV film) | George Wallace                          | vítězství |
| 1998 | Cena Emmy                        | nejlepší herečka (minisérie či film)                             | Gia                                     | nominace  |
| 1999 | Zlatý glóbus                     | nejlepší herečka (minisérie či TV film)                          | Gia                                     | vítězství |
| 1999 | Screen Actors Guild Award        | nejlepší herečka (minisérie či TV film)                          | Gia                                     | vítězství |
| 2000 | Oscar                            | nejlepší herečka ve vedlejší roli                                | Narušení                                | vítězství |
| 2000 | Zlatý glóbus                     | nejlepší herečka ve vedlejší roli (film)                         | Narušení                                | vítězství |
| 2000 | Screen Actors Guild Award        | nejlepší herečka ve vedlejší roli                                | Narušení                                | vítězství |
| 2001 | Zlatá malina                     | nejhorší herečka                                                 | Lara Croft - Tomb Rider                 | nominace  |
| 2001 | Zlatá malina                     | nejhorší herečka                                                 | Sedmý hřích                             | nominace  |
| 2002 | Zlatá malina                     | nejhorší herečka                                                 | Život nebo něco takového                | nominace  |
| 2002 | Cena Saturn                      | nejlepší herečka                                                 | Lara Croft - Tomb Rider                 | nominace  |
| 2003 | Zlatá malina                     | nejhorší herečka                                                 | Lara Croft - Tomb Rider: Kolébka života | nominace  |
| 2003 | Zlatá malina                     | nejhorší herečka                                                 | Hranice zlomu                           | nominace  |
| 2004 | Zlatá malina                     | největší ztrskotanec za prvních 25 let vyhlašování ceny          |                                         | nominace  |
| 2004 | Zlatá malina                     | nejhorší herečka                                                 | Zloděj životů                           | nominace  |
| 2004 | Zlatá malina                     | nejhorší herečka                                                 | Alexander Veliký                        | nominace  |
| 2005 | Cena Saturn                      | nejlepší herečka                                                 | Svět zítřka                             | nominace  |
| 2008 | Zlatý glóbus                     | nejlepší herečka (drama)                                         | Síla srdce                              | nominace  |
| 2008 | Screen Actors Guild Award        | nejlepší herečka                                                 | Síla srdce                              | nominace  |
| 2009 | Oscar                            | nejlepší herečka                                                 | Výměna                                  | nominace  |
| 2009 | Cena Saturn                      | nejlepší herečka ve vedlejší roli                                | Výměna                                  | vítězství |
| 2009 | Filmová cena Britské akademie    | nejlepší herečka                                                 | Výměna                                  | nominace  |
| 2009 | Zlatý glóbus                     | nejlepší herečka (drama)                                         | Výměna                                  | nominace  |
| 2009 | Screen Actors Guild Award        | nejlepší herečka                                                 | Výměna                                  | nominace  |
| 2011 | Zlatý glóbus                     | nejlepší herečka (komedie či muzikál)                            | Cizinec                                 | nominace  |
| 2011 | Independent Spirit Awards        | nejlepší herečka                                                 | Síla srdce                              | nominace  |
| 2011 | Cena Saturn                      | nejlepší herečka                                                 | Saltová                                 | nominace  |
| 2012 | Zlatý glóbus                     | nejlepší cizojazyčný film (jako producentka)                     | V zemi krve a medu                      | nominace  |
| 2012 | Producers Guild of America Award | producentka                                                      | V zemi krve a medu                      | vítězství |
| 2014 | Oscar                            | humanitární cena Jeane Hersholta                                 |                                         | vítězství |
| 2015 | Cena Saturn                      | nejlepší herečka                                                 | Zloba - Královna černé magie            | nominace  |
| 2018 | Filmová cena Britské akademie    | nejlepší cizojazyčný film                                        | First They Killed My Father             | nominace  |